# Học

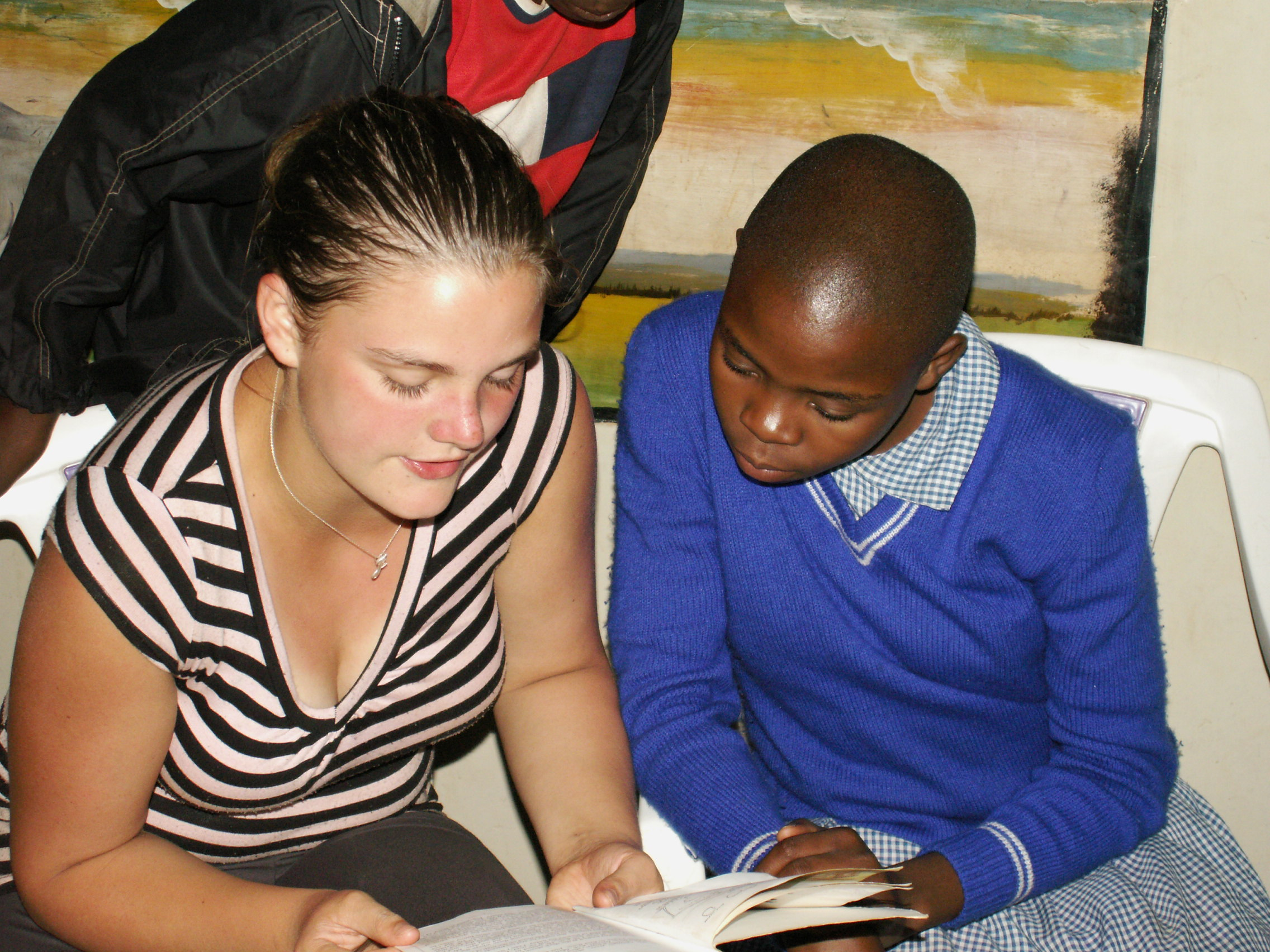
Hai người bạn đang học bài ở Kenya

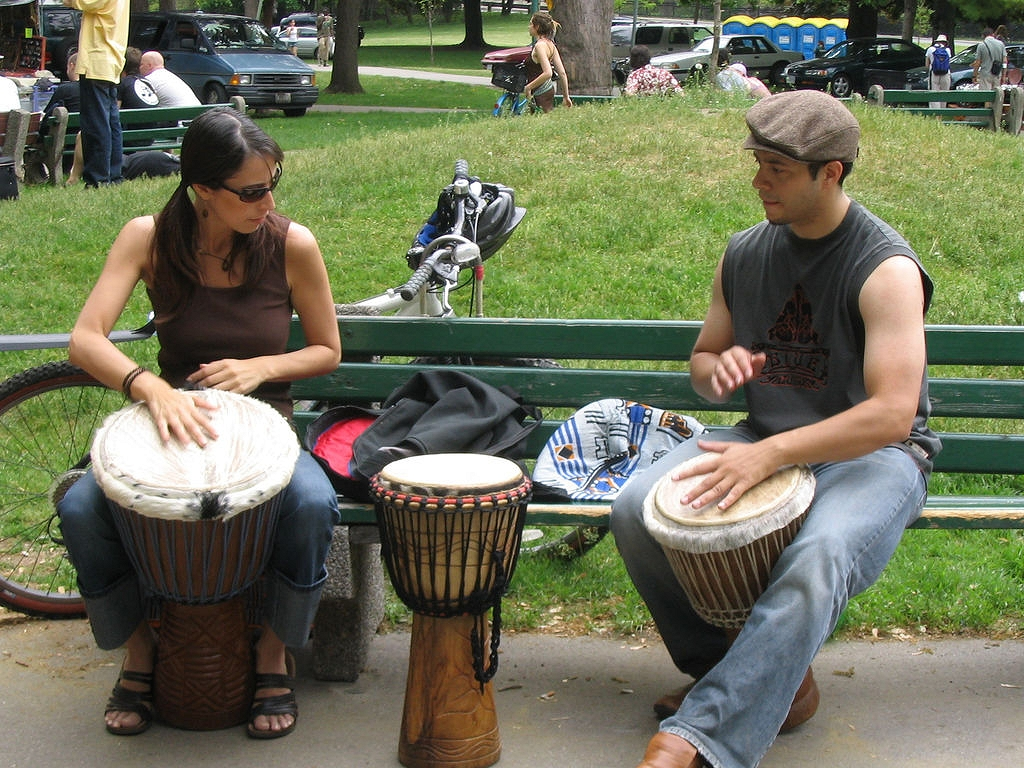
Một phụ nữ đang học cách sử dụng trống

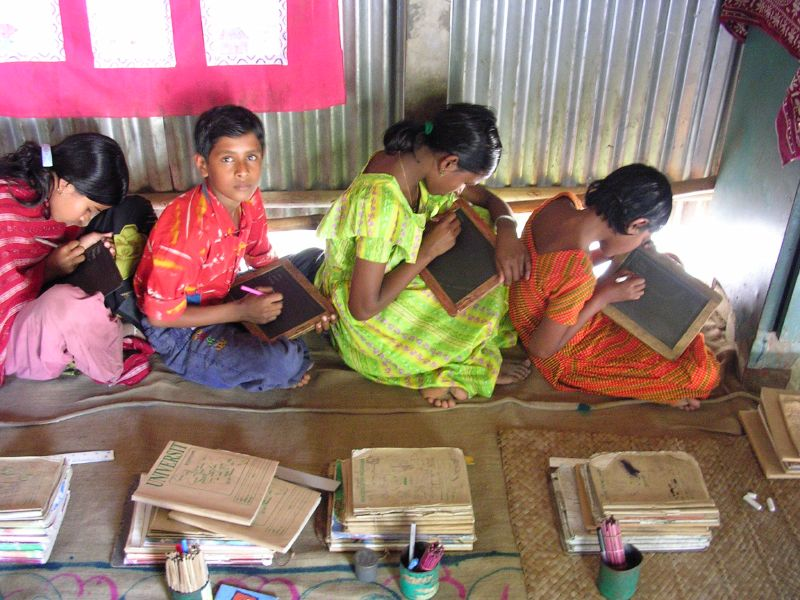
Trẻ em học trong một trường học nông thôn ở Bangladesh.

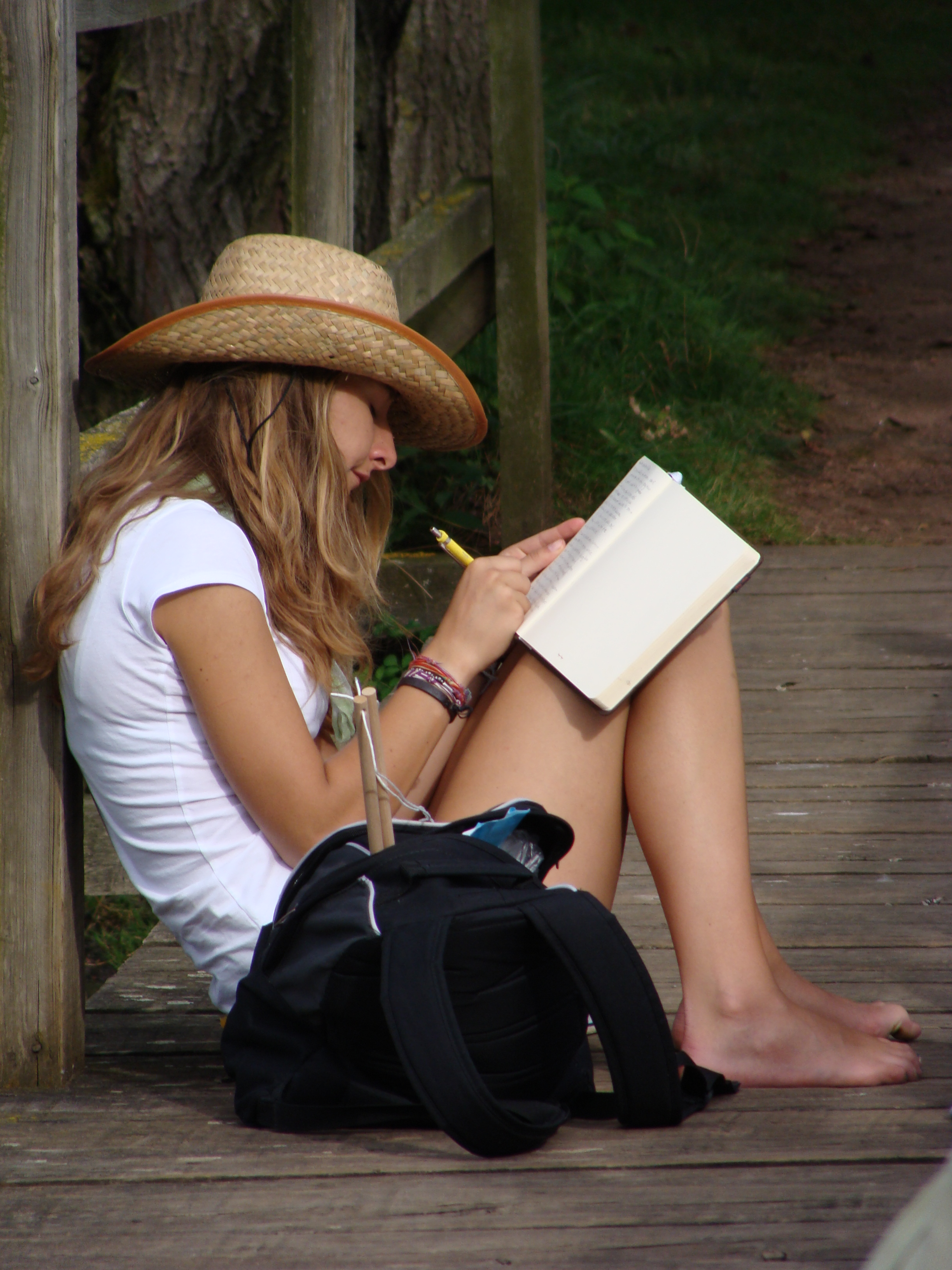
Một cô gái đang học bài ở Pháp

Học (hay còn gọi là học tập, hay học hành, hay học hỏi) là quá trình tiếp thu sự hiểu biết, kiến thức, hành vi, kỹ năng, giá trị, thái độ và sở thích mới. Khả năng học hỏi được thấy ở con người, động vật và một số máy móc; cũng có bằng chứng cho một số loại học tập ở một số loài thực vật. Một số việc học là ngay lập tức, do một sự kiện duy nhất gây ra (ví dụ như bị đứt tay khi chơi dao), nhưng nhiều kỹ năng và kiến thức tích lũy được từ trải nghiệm lặp đi lặp lại. Những thay đổi do học tập gây ra thường kéo dài suốt đời, và thật khó để phân biệt tài liệu đã học dường như bị "thất lạc" với tài liệu không thể lấy lại được.
Quá trình học tập của con người bắt đầu từ khi mới sinh (thậm chí có thể bắt đầu trước khi sinh) và tiếp tục cho đến khi chết do hệ quả của những tương tác liên tục giữa con người và môi trường của họ. Bản chất và các quá trình liên quan đến học tập được nghiên cứu trong nhiều lĩnh vực, bao gồm tâm lý học giáo dục, tâm lý học thần kinh, tâm lý học thực nghiệm và sư phạm. Nghiên cứu trong các lĩnh vực như vậy đã dẫn đến việc xác định các loại hình học tập khác nhau. Ví dụ, việc học có thể xảy ra do môi trường sống, hoặc phản xạ có điều kiện cổ điển, phản xạ có điều kiện hoạt động hoặc kết quả của các hoạt động phức tạp hơn như vui chơi, vốn chỉ thấy ở những động vật tương đối thông minh. Việc học có thể xảy ra có ý thức hoặc không có ý thức. Biết rằng không thể tránh khỏi một sự kiện bất lợi cũng không thể trốn thoát nó có thể dẫn đến tình trạng được gọi là bất lực tập nhiễm. Có bằng chứng cho việc học tập hành vi của con người trước khi sinh, trong đó thói quen đã được quan sát sớm nhất là khi thai kỳ được 32 tuần, cho thấy rằng hệ thống thần kinh trung ương đã đủ phát triển và sẵn sàng cho việc học và ghi nhớ xảy ra rất sớm trong quá trình phát triển.
Chơi đùa hay nô đùa đã được một số nhà lý thuyết tiếp cận như là hình thức học tập đầu tiên. Trẻ em thử nghiệm với thế giới, tìm hiểu các quy tắc và học cách tương tác thông qua chơi đùa. Lev Vygotsky đồng ý rằng vui chơi là then chốt cho sự phát triển của trẻ em, vì chúng tạo nên ý nghĩa của môi trường thông qua việc chơi các trò chơi giáo dục. Tuy nhiên, đối với Vygotsky, chơi là hình thức học ngôn ngữ và giao tiếp đầu tiên và là giai đoạn mà một đứa trẻ bắt đầu hiểu các quy tắc và ký hiệu. Thành công trên đường đời không chỉ là hành động mà còn là sự hiểu biết từ việc học hỏi từ cuộc sống và học hỏi không ngừng. "Đó mới thực sự là học. Bạn sẽ đột nhiên hiểu theo một cách mới mẻ điều gì đó mà bạn đã biết trong suốt cuộc đời" (Doris Lessing)

## Phân loại

### Học không liên kết
Học không liên kết đề cập đến "một sự thay đổi tương đối lâu dài về cường độ phản ứng với một kích thích duy nhất do tiếp xúc nhiều lần với kích thích đó."  Định nghĩa này miễn trừ những thay đổi do thích ứng giác quan, mệt mỏi hoặc chấn thương gây ra.. Học tập không liên kết có thể được chia thành học từ môi trường sống và sự nhạy cảm.

#### Học từ môi trường
Học từ môi trường là một ví dụ về học tập có liên kết trong đó một hoặc nhiều thành phần của phản ứng bẩm sinh (ví dụ: xác suất phản ứng, thời gian phản ứng) đối với một kích thích giảm đi khi kích thích được lặp lại. Do đó, phải phân biệt sự sống lại với sự tuyệt chủng, là một quá trình liên kết. Ví dụ, trong trường hợp tuyệt chủng mở, một phản hồi giảm vì nó không còn được theo sau bởi phần thưởng. Một ví dụ về nơi cư trú có thể được nhìn thấy ở những con chim nhỏ biết hót - nếu một con cú nhồi bông (hoặc động vật ăn thịt tương tự) được đưa vào lồng, ban đầu những con chim phản ứng với nó như thể nó là một kẻ săn mồi thực sự. Ngay sau đó, những con chim phản ứng ít hơn, cho thấy sự quen thuộc. Nếu một con cú nhồi bông khác được đưa vào (hoặc cùng một con cú bị loại bỏ và tái xuất hiện), những con chim sẽ phản ứng với nó một lần nữa như thể nó là một kẻ săn mồi, chứng tỏ rằng đó chỉ là một kích thích rất cụ thể được tạo ra (cụ thể là một loài bất động cụ thể cú ở một nơi). Quá trình định cư nhanh hơn đối với các kích thích xảy ra ở mức cao hơn là đối với các kích thích xảy ra với tốc độ thấp cũng như đối với các kích thích yếu và mạnh, tương ứng. Môi trường sống đã được thể hiện ở hầu hết các loài động vật, cũng như thực vật nhạy cảm Mimosa pudica  và sinh vật đơn bào lớn Stentor coeruleus. Khái niệm này hoạt động đối lập trực tiếp với nhạy cảm.

#### Nhạy cảm
Sự nhạy cảm là một ví dụ của học tập không liên kết, trong đó sự khuếch đại dần dần của một phản ứng sau khi thực hiện lặp đi lặp lại một kích thích (Bell et al., 1995).    Điều này dựa trên quan điểm cho rằng phản xạ phòng thủ đối với một kích thích như rút lui hoặc trốn thoát trở nên mạnh hơn sau khi tiếp xúc với một kích thích có hại hoặc đe dọa khác. Một ví dụ hàng ngày của cơ chế này là sự kích thích trương lực lặp đi lặp lại của các dây thần kinh ngoại vi xảy ra nếu một người xoa cánh tay liên tục. Sau một thời gian, sự kích thích này tạo ra cảm giác ấm áp và cuối cùng chuyển sang đau đớn. Cơn đau là kết quả của phản ứng tiếp hợp được khuếch đại dần dần của các dây thần kinh ngoại vi cảnh báo rằng sự kích thích có hại.   Sự nhạy cảm được cho là nền tảng của cả quá trình học tập thích nghi cũng như không thích nghi trong sinh vật. 

### Học tập tích cực

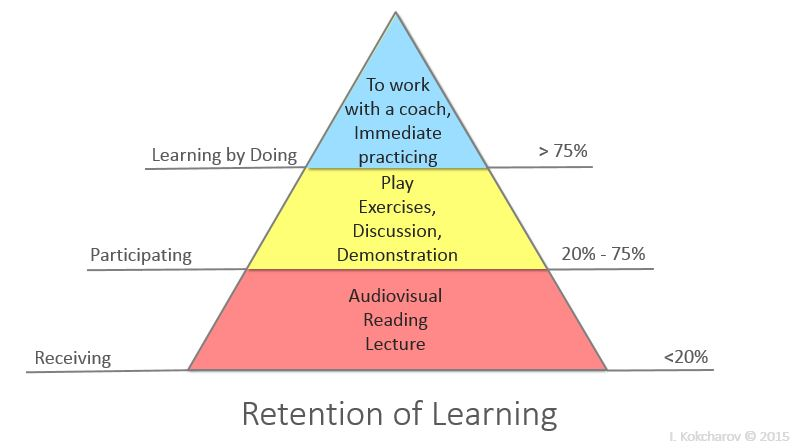
Học tập trải nghiệm hiệu quả hơn học tập thụ động như đọc hoặc nghe.

Học tập tích cực xảy ra khi một người kiểm soát được kinh nghiệm học tập của mình. Vì hiểu thông tin là khía cạnh quan trọng của việc học, điều quan trọng là người học phải nhận ra những gì họ hiểu và những gì họ không hiểu. Bằng cách đó, họ có thể giám sát khả năng thành thạo các môn học của mình. Học tập tích cực khuyến khích người học có một cuộc đối thoại nội bộ trong đó họ diễn đạt bằng lời nói những gì họ hiểu biết. Điều này và các chiến lược nhận thức tổng hợp khác có thể được dạy cho trẻ theo thời gian. Các nghiên cứu trong siêu nhận thức đã chứng minh giá trị của việc học tập tích cực, cho rằng kết quả là việc học tập thường ở cấp độ mạnh hơn. Ngoài ra, người học có thêm động lực để học khi họ có quyền kiểm soát không chỉ cách họ học mà còn cả những gì họ học được. Học tập tích cực là đặc điểm chính của phương pháp học tập lấy người học làm trung tâm. Ngược lại, học tập thụ động và hướng dẫn trực tiếp là đặc điểm của phương pháp học tập lấy giáo viên làm trung tâm (hay giáo dục truyền thống).

### Học liên kết
Học liên kết là quá trình một người hoặc động vật học được mối liên hệ giữa hai kích thích hoặc sự kiện. Trong điều kiện cổ điển, một kích thích trung tính trước đây được ghép nối nhiều lần với một kích thích gây phản xạ cho đến khi cuối cùng kích thích trung tính tự tạo ra phản ứng. Trong điều kiện hoạt động, một hành vi được củng cố hoặc trừng phạt khi có kích thích trở nên ít nhiều có khả năng xảy ra khi có kích thích đó.

#### Điều kiện vận hành
Trong học tập kiểu vận hành, một sự củng cố (bằng phần thưởng) hoặc thay vào đó là một hình phạt được đưa ra sau một hành vi nhất định, hãy thay đổi tần suất và/hoặc hình thức của hành vi đó. Kích thích xuất hiện khi hành vi / hậu quả xảy ra để kiểm soát những thay đổi hành vi này.

#### Phản xạ có điều kiện cổ điển
Mô hình điển hình cho phản xạ có điều kiện cổ điển liên quan đến việc ghép nối nhiều lần một kích thích không được điều chỉnh (vô tình tạo ra phản ứng phản xạ) với một kích thích trung tính khác trước đó (thường không tạo ra phản ứng). Theo sau điều kiện, phản ứng xảy ra đối với cả kích thích không điều chỉnh và kích thích khác, không liên quan (bây giờ được gọi là "kích thích có điều kiện"). Phản ứng đối với kích thích có điều kiện được gọi là phản ứng có điều kiện. Ví dụ điển hình là Ivan Pavlov và những con chó của ông ấy. Pavlov cho những con chó của mình ăn bột thịt để làm cho những con chó tiết nước bọt một cách tự nhiên — chảy nước miếng là một phản ứng phản xạ với bột thịt. Bột thịt là tác nhân kích thích không điều chỉnh (Hoa Kỳ) và tiết nước bọt là phản ứng không điều kiện (UR). Pavlov rung chuông trước khi trình bày bột thịt. 
Lần đầu tiên Pavlov rung chuông, kích thích trung tính, những con chó không tiết nước bọt, nhưng một khi ông ấy cho bột thịt vào miệng chúng bắt đầu chảy nước miếng. Sau nhiều lần ghép nối tiếng chuông và thức ăn, những con chó biết rằng tiếng chuông báo hiệu thức ăn sắp đến, và bắt đầu chảy nước miếng khi chúng nghe thấy tiếng chuông. Một khi điều này xảy ra, chuông trở thành tác nhân kích thích có điều kiện (CS) và sự tiết nước bọt đối với chuông trở thành phản ứng có điều kiện (CR). Điều hòa cổ điển đã được chứng minh ở nhiều loài. Ví dụ, nó được thấy ở ong mật, trong mô hình phản xạ kéo dài vòi rồng. Gần đây nó cũng đã được chứng minh trên cây đậu vườn.
Một người có ảnh hưởng khác trong thế giới điều hòa cổ điển là John B. Watson. Tác phẩm của Watson có ảnh hưởng rất lớn và mở đường cho chủ nghĩa hành vi cấp tiến của BF Skinner. Thuyết hành vi của Watson (và triết học khoa học) hoàn toàn trái ngược với Freud và các thuyết khác phần lớn dựa trên sự xem xét nội tâm. Watson cho rằng phương pháp nội quan là quá chủ quan và chúng ta nên giới hạn việc nghiên cứu sự phát triển của con người trong các hành vi có thể quan sát trực tiếp. Năm 1913, Watson xuất bản bài báo "Tâm lý học với tư cách là quan điểm hành vi", trong đó ông cho rằng các nghiên cứu trong phòng thí nghiệm nên phục vụ tốt nhất cho tâm lý học như một môn khoa học. Thí nghiệm nổi tiếng và gây tranh cãi nhất của Watson, " Little Albert ", nơi ông đã chứng minh cách các nhà tâm lý học có thể giải thích việc học cảm xúc thông qua các nguyên tắc phản xạ có điều kiện cổ điển.

#### Học bằng cách quan sát
Học tập bằng cách quan sát là học tập xảy ra thông qua việc quan sát hành vi của người khác. Nó là một hình thức học tập xã hội dưới nhiều hình thức khác nhau, dựa trên các quá trình khác nhau. Ở người, hình thức học tập này dường như không cần sự củng cố để xảy ra, mà thay vào đó, đòi hỏi một mô hình xã hội như cha mẹ, anh chị em, bạn bè hoặc giáo viên với môi trường xung quanh.

#### Dấu ấn
Dấu ấn là một loại hình học tập xảy ra ở một giai đoạn cuộc sống cụ thể diễn ra nhanh chóng và rõ ràng là độc lập với hậu quả của hành vi. Trong dấu ấn của lòng hiếu thảo, động vật non, đặc biệt là chim, hình thành mối liên kết với một cá thể khác hoặc trong một số trường hợp, một đối tượng, mà chúng đáp lại như cách chúng đối với cha mẹ. Vào năm 1935, nhà Động vật học người Áo Konrad Lorenz đã phát hiện ra rằng một số loài chim nhất định đi theo và hình thành liên kết nếu vật thể phát ra âm thanh.

### Chơi đùa
Chơi đùa thường mô tả hành vi không có kết thúc cụ thể, nhưng điều đó cải thiện hiệu suất trong các tình huống tương tự trong tương lai. Điều này được thấy ở nhiều loại động vật có xương sống ngoài con người, nhưng hầu hết chỉ giới hạn ở động vật có vú và chim. Mèo thường chơi với một sợi dây khi còn nhỏ, điều này mang lại cho chúng kinh nghiệm bắt mồi. Bên cạnh những đồ vật vô tri vô giác, động vật có thể chơi với các thành viên khác trong loài của chúng hoặc động vật khác, chẳng hạn như cá voi sát thủ chơi với hải cẩu mà chúng bắt được. Chơi đùa liên quan đến một chi phí đáng kể đối với động vật, chẳng hạn như tăng tính dễ bị tổn thương đối với những kẻ săn mồi và nguy cơ bị thương và có thể nhiễm trùng. Nó cũng tiêu tốn năng lượng, vì vậy phải có những lợi ích đáng kể liên quan đến việc chơi để nó phát triển. Chơi đùa thường thấy ở các động vật trẻ hơn, cho thấy mối liên hệ với việc học. Tuy nhiên, nó cũng có thể có những lợi ích khác không liên quan trực tiếp đến việc học, ví dụ như cải thiện thể chất.
Chơi đùa là trung tâm cho việc học tập và phát triển của trẻ vì nó liên quan đến con người như một hình thức học tập. Thông qua vui chơi, trẻ em học được các kỹ năng xã hội như chia sẻ và hợp tác. Trẻ em phát triển các kỹ năng cảm xúc như học cách đối phó với cảm xúc tức giận, thông qua các hoạt động vui chơi. Vừa là hình thức vừa học, vừa chơi còn tạo điều kiện phát triển khả năng tư duy và ngôn ngữ ở trẻ.
Có năm kiểu chơi đùa:
1. Chơi cảm biến hay còn gọi là chơi chức năng, được đặc trưng bởi sự lặp lại của một hoạt động
2. Nhập vai bắt đầu từ khi 3 tuổi
3. Chơi dựa trên quy tắc trong đó các quy tắc ứng xử được quy định có thẩm quyền là chính
4. Chơi xây dựng liên quan đến thử nghiệm và xây dựng
5. Chơi vận động hay còn gọi là chơi thể chất [24]

Năm kiểu chơi đùa này thường đan xen với nhau. Tất cả các loại hình vui chơi đều hình thành tư duy và kỹ năng giải quyết vấn đề ở trẻ em. Trẻ em học cách suy nghĩ sáng tạo khi chúng học thông qua chơi. Các hoạt động cụ thể liên quan đến từng loại trò chơi thay đổi theo thời gian khi con người tiến bộ qua tuổi thọ. Chơi như một hình thức học tập, có thể diễn ra đơn lẻ hoặc liên quan đến việc tương tác với những người khác.

### Hội nhập văn hóa
Hội nhập văn hóa là quá trình mọi người học hỏi các giá trị và hành vi phù hợp hoặc cần thiết trong nền văn hóa xung quanh của họ. Cha mẹ, những người lớn khác và bạn bè đồng trang lứa định hình sự hiểu biết của cá nhân về những giá trị này. Nếu thành công, việc tiếp thu văn hóa dẫn đến khả năng sử dụng ngôn ngữ, giá trị và nghi lễ của nền văn hóa. Điều này khác với tiếp biến văn hóa, nơi một người áp dụng các giá trị và quy tắc xã hội của một nền văn hóa khác với nền văn hóa bản địa của họ.
Có thể tìm thấy nhiều ví dụ về sự giao thoa văn hóa giữa các nền văn hóa. Thực hành hợp tác ở người Mazahua đã chỉ ra rằng việc tham gia vào các hoạt động tương tác hàng ngày và học tập sau này đã góp phần vào sự hội nhập văn hóa bắt nguồn từ trải nghiệm xã hội phi ngôn ngữ. Khi bọn trẻ tham gia vào các hoạt động hàng ngày, chúng học được ý nghĩa văn hóa của những tương tác này. Những hành vi hợp tác và hữu ích của trẻ em Mexico và di sản Mexico là một thực hành văn hóa được gọi là "acomedido". Các bé gái Chillihuani ở Peru mô tả mình đang dệt liên tục theo hành vi của những người lớn khác.

### Học theo giai đoạn
Học theo giai đoạn là một sự thay đổi trong hành vi xảy ra do một sự kiện. Ví dụ, nỗi sợ hãi của những con chó sau khi bị chó cắn là học theo từng giai đoạn. Học theo giai đoạn được đặt tên như vậy bởi vì các sự kiện được ghi lại vào bộ nhớ từng đoạn, là một trong ba hình thức học và truy xuất rõ ràng, cùng với trí nhớ tri giác và trí nhớ ngữ nghĩa. Bộ nhớ theo giai đoạn ghi nhớ các sự kiện và lịch sử gắn liền với kinh nghiệm và điều này được phân biệt với bộ nhớ ngữ nghĩa, cố gắng trích xuất các sự kiện ra khỏi bối cảnh trải nghiệm của chúng  hoặc - như một số người mô tả - một tổ chức kiến thức vượt thời gian. Ví dụ, nếu một người nhớ Grand Canyon từ chuyến thăm gần đây, đó là một ký ức nhiều tập. Cô ta sẽ sử dụng trí nhớ ngữ nghĩa để trả lời ai đó sẽ hỏi cô ta thông tin chẳng hạn như Grand Canyon ở đâu. Một nghiên cứu tiết lộ rằng con người rất chính xác trong việc ghi nhận ký ức theo từng giai đoạn ngay cả khi không có chủ ý ghi nhớ nó. Điều này được cho là để chỉ ra một khả năng lưu trữ rất lớn của não đối với những thứ mà mọi người chú ý đến.

### Học đa phương tiện
Học tập đa phương tiện là nơi một người sử dụng cả kích thích thính giác và thị giác để tìm hiểu thông tin (Mayer 2001). Kiểu học tập này dựa trên lý thuyết mã hóa kép (Paivio 1971).

### Học trực tuyến và học tăng cường
Học điện tử hay e-learning là phương pháp học tập nâng cao bằng máy tính. Một hình thức học tập điện tử cụ thể và luôn lan tỏa hơn là học tập trên thiết bị di động (m-learning), sử dụng các thiết bị viễn thông di động khác nhau, chẳng hạn như điện thoại di động.
Khi một người học tương tác với môi trường học tập điện tử, nó được gọi là học tập tăng cường. Bằng cách thích ứng với nhu cầu của từng cá nhân, hướng dẫn theo ngữ cảnh có thể được điều chỉnh linh hoạt cho phù hợp với môi trường tự nhiên của người học. Nội dung kỹ thuật số tăng cường có thể bao gồm văn bản, hình ảnh, video, âm thanh (âm nhạc và giọng nói). Bằng cách cá nhân hóa hướng dẫn, học tập tăng cường đã được chứng minh là cải thiện hiệu suất học tập suốt đời. Xem thêm giáo dục xâm lấn tối thiểu.
Moore (1989) cho rằng ba loại tương tác cốt lõi là cần thiết cho việc học trực tuyến chất lượng và hiệu quả:
- Người học - người học (nghĩa là giao tiếp giữa và giữa các đồng nghiệp có hoặc không có giáo viên hiện diện),
- Người học - người hướng dẫn (tức là giao tiếp giữa sinh viên và giáo viên), và
- Người học - nội dung (nghĩa là tương tác về mặt trí tuệ với nội dung dẫn đến những thay đổi trong hiểu biết, nhận thức và cấu trúc nhận thức của người học).

Trong lý thuyết về khoảng cách giao dịch của mình, Moore (1993)  hài lòng rằng cấu trúc và sự tương tác hoặc đối thoại thu hẹp khoảng cách trong hiểu biết và giao tiếp được tạo ra bởi khoảng cách địa lý (được gọi là khoảng cách giao dịch).

### Học vẹt
Học vẹt là ghi nhớ thông tin để người học có thể nhớ lại chính xác cách mà nó đã được đọc hoặc nghe. Kỹ thuật chính được sử dụng cho việc học vẹt là học bằng cách lặp lại, dựa trên ý tưởng rằng người học có thể nhớ lại chính xác tài liệu (nhưng không phải ý nghĩa của nó) nếu thông tin được xử lý nhiều lần. Học vẹt được sử dụng trong nhiều lĩnh vực khác nhau, từ toán học, âm nhạc đến tôn giáo. Mặc dù nó đã bị chỉ trích bởi một số nhà giáo dục, học vẹt là tiền đề cần thiết để học có ý nghĩa.

### Học có ý nghĩa
Học tập có ý nghĩa là khái niệm cho rằng kiến thức đã học (ví dụ, một sự kiện) được hiểu đầy đủ ở mức độ liên quan đến kiến thức khác. Vì vậy, học tập có ý nghĩa trái ngược với học vẹt trong đó thông tin được thu nhận mà không liên quan đến sự hiểu biết. Mặt khác, học tập có ý nghĩa có nghĩa là có một kiến thức toàn diện về bối cảnh của các sự kiện đã học.

### Học dựa trên bằng chứng
Học tập dựa trên bằng chứng là việc sử dụng bằng chứng từ các nghiên cứu khoa học được thiết kế tốt để đẩy nhanh quá trình học tập. Các phương pháp học tập dựa trên bằng chứng như lặp lại cách nhau có thể làm tăng tốc độ học của học sinh.

### Học chính thức

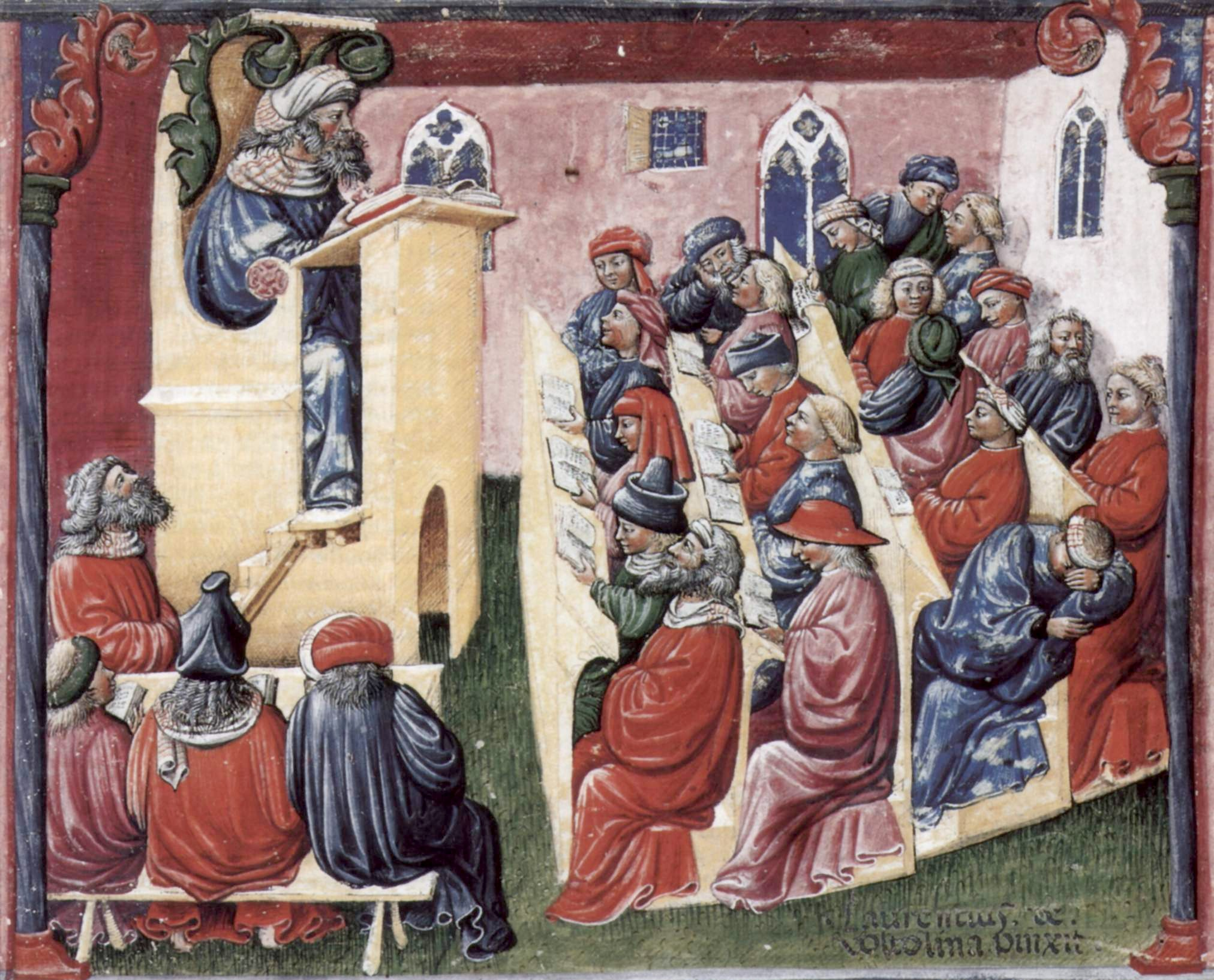
Mô tả về trường đại học hoạt động liên tục lâu đời nhất thế giới, Đại học Bologna, Ý

Học tập chính thức là học tập diễn ra trong mối quan hệ giữa giáo viên và học sinh, chẳng hạn như trong hệ thống trường học. Thuật ngữ học chính thức không liên quan gì đến hình thức của việc học, mà là cách nó được định hướng và tổ chức. Trong học tập chính thức, các khoa học tập hoặc đào tạo đặt ra các mục tiêu và mục tiêu của việc học tập.

### Học không chính quy
Học không chính quy là học tập có tổ chức bên ngoài hệ thống học chính quy. Ví dụ, học tập bằng cách đến với những người có cùng sở thích và trao đổi quan điểm, trong các câu lạc bộ hoặc trong các tổ chức thanh niên (quốc tế), hội thảo.

### Học không chính thức (bối cảnh)
Học không chính thức có cấu trúc ít hơn so với "không chính quy". Nó có thể xảy ra thông qua trải nghiệm của các tình huống hàng ngày (ví dụ, một người sẽ học cách nhìn về phía trước trong khi đi bộ vì sự nguy hiểm vốn có khi không chú ý đến nơi mình đang đi). Đó là học từ cuộc sống, trong bữa ăn cùng bàn với cha mẹ, vui chơi, khám phá, v.v.

### Học không chính quy và các phương pháp kết hợp
Hệ thống giáo dục có thể sử dụng kết hợp các phương pháp học chính thức, không chính quy và không chính quy theo bối cảnh. Liên hợp quốc và Liên minh châu Âu công nhận các hình thức học tập khác nhau này (xem các liên kết bên dưới). Ở một số trường, sinh viên có thể nhận được điểm được tính trong hệ thống học chính thức nếu họ hoàn thành công việc trong các hệ thống học tập không chính thức. Họ có thể được dành thời gian để hỗ trợ các hội thảo và khóa đào tạo dành cho thanh niên quốc tế, với điều kiện họ chuẩn bị, đóng góp, chia sẻ và có thể chứng minh điều này mang lại cái nhìn sâu sắc mới có giá trị, giúp có được các kỹ năng mới, là nơi để có kinh nghiệm tổ chức, giảng dạy, v.v..
Để học một kỹ năng, chẳng hạn như giải một khối Rubik một cách nhanh chóng, một số yếu tố có tác dụng ngay lập tức:
- Đọc hướng dẫn giúp người chơi tìm hiểu các mẫu giải Khối Rubik.
- Thực hành các động tác lặp đi lặp lại giúp xây dựng " trí nhớ cơ bắp " và tốc độ.
- Suy nghĩ chín chắn về các bước di chuyển sẽ giúp tìm ra những con đường tắt, giúp tăng tốc những nỗ lực trong tương lai.
- Quan sát sáu màu của Khối lập phương Rubik giúp cố định các giải pháp trong tâm trí.
- Thỉnh thoảng giải rubik giúp giữ lại kỹ năng.

### Học tiếp tuyến
Học tiếp tuyến là quá trình mọi người tự giáo dục nếu một chủ đề được tiếp xúc với họ trong bối cảnh mà họ đã thích thú. Ví dụ: sau khi chơi trò chơi điện tử dựa trên âm nhạc, một số người có thể có động lực để học cách chơi một nhạc cụ thực sự hoặc sau khi xem một chương trình truyền hình liên quan đến Faust và Lovecraft, một số người có thể được truyền cảm hứng để đọc tác phẩm gốc. Tự giáo dục có thể được cải thiện với hệ thống hóa. Theo các chuyên gia về học tập tự nhiên, đào tạo theo định hướng tự nhiên đã chứng minh là một công cụ hiệu quả để hỗ trợ người học độc lập với các giai đoạn học tập tự nhiên.
Nhà văn kiêm nhà thiết kế trò chơi của Extra Credits, James Portnow là người đầu tiên đề xuất trò chơi như một địa điểm tiềm năng để "học tiếp tuyến". Mozelius và cộng sự.  chỉ ra rằng sự tích hợp nội tại của nội dung học tập dường như là một yếu tố thiết kế quan trọng và rằng các trò chơi bao gồm các mô-đun để tự nghiên cứu thêm có xu hướng mang lại kết quả tốt. Các bách khoa toàn thư tích hợp trong trò chơi Civilization được trình bày như một ví dụ - bằng cách sử dụng các mô-đun này, người chơi có thể tìm hiểu sâu hơn kiến thức về các sự kiện lịch sử trong trò chơi. Tầm quan trọng của các quy tắc điều chỉnh mô-đun học tập và trải nghiệm trò chơi được Moreno, C., thảo luận trong một nghiên cứu điển hình về trò chơi di động Kiwaka. Trong trò chơi này, do Landka phối hợp với ESA và ESO phát triển, sự tiến bộ được thưởng bằng nội dung giáo dục, trái ngược với các trò chơi giáo dục truyền thống, nơi các hoạt động học tập được thưởng bằng trò chơi.

### Học bằng đối thoại
Học bằng đối thoại là một loại học tập dựa trên đối thoại.

### Học tập ngẫu nhiên
Trong việc giảng dạy ngẫu nhiên, việc học tập không được lên kế hoạch bởi người hướng dẫn hoặc học sinh, nó xảy ra như một sản phẩm phụ của một hoạt động khác - một trải nghiệm, quan sát, tự phản ánh, tương tác, sự kiện duy nhất hoặc nhiệm vụ thông thường. Việc học này diễn ra ngoài hoặc ngoài kế hoạch của người hướng dẫn và mong đợi của học viên. Một ví dụ về giảng dạy ngẫu nhiên là khi người hướng dẫn đặt một đoàn tàu lên trên tủ. Nếu đứa trẻ chỉ tay hoặc đi về phía tủ, người hướng dẫn sẽ nhắc học sinh nói "tàu hỏa". Một khi đứa trẻ nói "tàu hỏa", nó sẽ được chơi với đoàn tàu.
Dưới đây là một số bước thường được sử dụng nhất trong giảng dạy ngẫu nhiên:
- Người hướng dẫn sẽ sắp xếp môi trường học tập sao cho các tài liệu cần thiết nằm trong tầm nhìn của học viên nhưng không nằm trong tầm tay của học viên, do đó tác động đến động lực tìm kiếm các tài liệu đó của học viên.
- Một người hướng dẫn đợi sinh viên, học sinh khi bắt đầu tham gia.
- Người hướng dẫn sẽ nhắc học sinh trả lời nếu cần.
- Một người hướng dẫn cho phép truy cập vào một mục / hoạt động tùy thuộc vào phản hồi chính xác từ học sinh.
- Người hướng dẫn làm mờ dần quá trình nhắc nhở trong một khoảng thời gian và các thử nghiệm tiếp theo.

Học tập ngẫu nhiên là một sự cố thường không được tính đến khi sử dụng các phương pháp truyền thống về mục tiêu giảng dạy và đánh giá kết quả. Loại hình học tập này xảy ra một phần như một sản phẩm của tương tác xã hội và sự tham gia tích cực vào cả các khóa học trực tuyến và tại chỗ. Nghiên cứu ngụ ý rằng một số khía cạnh chưa được đánh giá của học tập tại chỗ và học trực tuyến thách thức sự tương đương của giáo dục giữa hai phương thức. Cả học tại chỗ và học trực tuyến đều có những lợi thế khác biệt với sinh viên truyền thống trong khuôn viên trường trải nghiệm mức độ học tập ngẫu nhiên cao hơn trong nhiều lĩnh vực gấp ba lần so với sinh viên trực tuyến. Nghiên cứu bổ sung được yêu cầu để điều tra ý nghĩa của những phát hiện này cả về mặt khái niệm và sư phạm.

## Miền

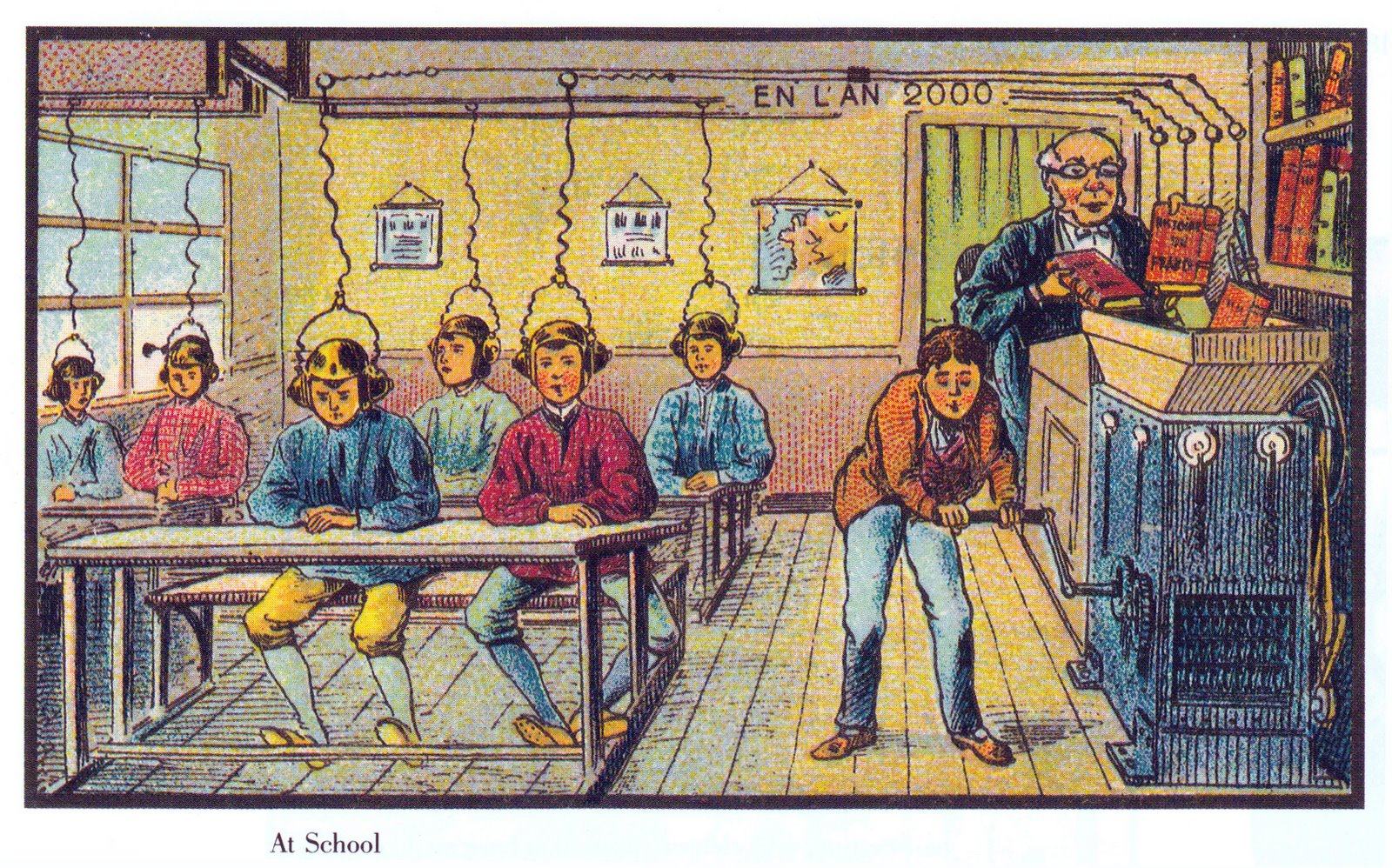
Trường học tương lai (1901 hoặc 1910)

Benjamin Bloom đã đề xuất ba lĩnh vực học tập:
- Nhận thức: Nhớ lại, tính toán, thảo luận, phân tích, giải quyết vấn đề, v.v.
- Tâm lý vận động: Nhảy, bơi, trượt tuyết, lặn, lái ô tô, đi xe đạp, v.v.
- Tình cảm: Thích cái gì đó hoặc ai đó, yêu, đánh giá cao, sợ hãi, ghét, tôn thờ, v.v.

Các miền này không loại trừ lẫn nhau. Ví dụ, trong việc học chơi cờ vua, người đó phải học các quy tắc (lĩnh vực nhận thức) - nhưng cũng phải học cách sắp đặt các quân cờ và cách cầm và di chuyển một quân cờ đúng cách (tâm lý vận động). Hơn nữa, sau này trong trò chơi, người đó thậm chí có thể học cách yêu chính trò chơi, coi trọng các ứng dụng của nó trong cuộc sống và đánh giá cao lịch sử của nó (miền tình cảm).

## Danh ngôn
| “       | Học, học nữa, học mãi | ” |
| — Lenin |                       |   |

| “             | Những người học hỏi sẽ được thừa hưởng mọi tinh hoa của trái đất | ” |
| — Eric Hoffer |                                                                  |   |

| “          | Ấu nhi học, tráng nhi hành | ” |
| — Luận ngữ |                            |   |

- "Nếu cứ tiếp tục làm những việc mà bạn vẫn luôn làm, bạn sẽ nhận được những gì mà trước nay bạn vẫn luôn nhận được" (Jim Rohn)[52]
- "Nếu bạn nghĩ việc học hành là đắt đỏ, hãy thử phớt lờ nó xem nào" (Benjamin Franklin)[53]
- Học thầy không tày học bạn (Tục ngữ)
- Đi một ngày đàng học một sàng khôn (Tục ngữ)
- "Ngọc bất trác, bất thành khí/Nhân bất học, bất tri lý"-Ngọc không mài không thành ngọc quý/Người không học không biết đạo lý làm người
- Bộ lông làm đẹp con công, học vấn làm đẹp con người
- Học không hiểu, học không hành là học như vẹt
- Đừng xấu hổ khi không biết, chỉ xấu hổ khi không học
- Học ăn, học nói, học gói, học mở (Tục ngữ)
- "Dốt đến đâu học lâu cũng biết"
- Không thầy đố mày làm nên (Tục ngữ)

## Sách tham khảo
- Rogers, Carl. (1969). Freedom to Learn: A View of What Education Might Become. (1st ed.) Columbus, Ohio: Charles Merrill.
- Holt, John (1983). How Children Learn. UK: Penguin Books. ISBN 0-14-022570-6.{{Chú thích sách}}:  Quản lý CS1: ref trùng mặc định (liên kết)
- Mayer, R.E. (2001). Multimedia learning. New York: Cambridge University Press. ISBN 0-521-78749-1.{{Chú thích sách}}:  Quản lý CS1: ref trùng mặc định (liên kết)
- Paivio, A. (1971). Imagery and verbal processes. New York: Holt, Rinehart, and Winston. ISBN 978-0-03-085173-5.{{Chú thích sách}}:  Quản lý CS1: ref trùng mặc định (liên kết)
- Vosniadou, Stella. How Children Learn (PDF). UK: UNESCO. Bản gốc (PDF) lưu trữ ngày 12 tháng 5 năm 2012. Truy cập ngày 10 tháng 5 năm 2013.